# Тигар (река)
Тигар је река која извире у Тауруским планинама источне Турске и тече углавном на југоисток до места Ал Курна где се састаје са Еуфратом и формира Шат-ел-Араб који се даље улива у Персијски залив. Заједно са Еуфратом, Тигар дефинише Месопотамију (на старогрчком Међуречје). Тигар је дугачак приближно 1.900 km. У њега утиче много притока, од којих су највеће Дијала и Горњи и Доњи Заб.
Багдад, главни град Ирака, лежи на обали Тигра, док се лучки град Басра налази на ушћу Шат-ел-Араб. У античким временима, многи од великих градова Месопотамија су лежали на или близу реке, црпећи воду из њега да наводњава Сумерску цивилизацију. Најпознатији градови на Тигру су били Нинива, Ктесифон и Селеукија, док се град Лагаш наводњавао водом из Тигра преко канала који је ископан око 2400 година пре нове ере. Родни град Садама Хусеина Тикрит, је такође смештен на реци и носи своје име по њој.
Тигар је дуго био важна трговачка рута у великом делу пустињској земљи. Плован је све до Багдада за бродове са плитким газом, али су скеле потребне за транспорт узводно до Мосула. Речна трговина је изгубила на значају током 20. века када су железничка пруга Басра-Багдад-Мосул и друмски путеви преузели много теретног саобраћаја. Река је преграђена и у Турској и у Ираку, у циљу обезбеђивања воде за наводњавање сувих и полупустињских региона уз обалу реке. Преграђивање је такође било важно за спречавање поплава у Ираку, по коме је Тигар био склон у историји након отапања снега у турским планинама у априлу. Недавно турско преграђивање реке је било предмет неких контроверзи, и због утицаја на околину у Турској и због потенцијалног смањивања количине воде која ће тећи низводно.

## Географија
Тигар је дугачак 1.750 km (1.090 миља) и уздиже се у планинама Таурусref>„Manavgat River Water as a Limited but Alternative Water Resource for Domestic Use in Middle East” (PDF). Архивирано из оригинала (PDF) 2008-02-27. г. Приступљено 2008-02-16.</ref> источне Турске, око 25nbsp;km (16 миља) југоисточно од града Елазиг и око 30 km (20 миља) од изворишта Еуфрата. Река затим тече 400 km (250 миља) кроз југоисточну Турску пре него што постане део границе између Сирије и Турске. Овај део од 44 km (27 миља) је једини део реке који се налази у Сирији. Неке од његових притока су Гарзан, Анбарчаји, Батман, те Велики и Мали Заб.
Близу свог ушћа у Еуфрат, Тигар се дели на неколико канала. Прво, вештачки Шат ел-Хаји се грана, да би се придружио Еуфрату близу Насирије. Друго, Шат ел-Муминах и Мајар ел-Кабир се гранају да напајају Централне мочваре. Даље низводно, два друга дистрибутивна канала се гранају (Ел-Машарах и Ел-Кахла), да би хранили мочваре Хавизех. Главни канал се наставља на југ и придружује му се Ел-Касарах, који исушује мочваре Хавизе. Коначно, Тигар се спаја са Еуфратом у близини ал-Курне и формира Шат-ел-Араб. Према Плинију и другим античким историчарима, Еуфрат је првобитно имао излаз у море одвојено од оног Тигра.
Багдад, главни град Ирака, налази се на обалама Тигра. Лучки град Басра простире се на Шат ал-Арабу. У древним временима, многи велики градови Месопотамије стајали су на или близу Тигриса, црпећи воду из њега да би наводњавали цивилизацију Сумера. Значајни градови на страни Тигра укључивали су Ниниву, Ктесифон и Селеукију, док је град Лагаш наводњавао Тигром преко канала ископаног око 2900. године п. н. е.

## Навигација
Тигрис је дуго био важан транспортни пут у претежно пустињској земљи. Пловила плитког газа могу ићи чак до Багдада, али су сплавови потребни за транспорт узводно до Мосула.

## Управљање и квалитет воде
Тигрис је екстензивно преграђен бранама у Ираку и Турској како би обезбедила воду за наводњавање сушних и полупустињских региона који се граниче са речном долином. Изградња брана је такође била важна за спречавање поплава у Ираку, којима је Тигрис историјски био склон након априлског топљења снега у турским планинама. Брана Мосул је највећа брана у Ираку.
Недавно турско преграђивање реке било је предмет извесних контроверзи, како због утицаја на животну средину у Турској, тако и због његовог потенцијала да смањи ток воде низводно. Вода из обе реке је кориштена као средство за вршење притиска током сукоба.
Године 2014, постигнут је велики напредак у развоју консензуса између вишеструких представника заинтересованих страна Ирака и Турске о Плану акције за промовисање размене и калибрације података и стандарда који се односе на токове реке Тигрис. Консензус који се назива „Женевски консензус о реци Тигрис“ постигнут је на састанку који је у Женеви организовала истраживачка Стратешка група за предвиђање.
У фебруару 2016, амбасада Сједињених Америчких Држава у Ираку, као и премијер Ирака Хајдер ал-Абади, објавили су упозорења да би Мосулска брана могла да се сруши. Сједињене Државе су упозориле људе да евакуишу поплавну равницу Тигра јер је између 500.000 и 1,5 милиона људи у опасности од утапања због бујичних поплава ако се брана сруши, као и да су главни ирачки градови Мосул, Тикрит, Самара и Багдад у ризику.

## Религија и митологија
У сумерској митологији, Тигар је створио бог Енки, који је реку напунио текућом водом.
У хетитској и хуритској митологији, Аранзах (или Аранзахас у хетитском номинативном облику) је хуритско име реке Тигар, која је била обожена. Он је био син Кумарбија и брат Тешуба и Ташмиша, једног од три бога испљунута из Кумарбијевих уста на планину Канзурас. Касније је у дослуху са Ануом и Тешубом уништио Кумарбија (Кумарби циклус).
Тигрис се појављује два пута у Старом завету. Прво, у Књизи Постајања, то је трећа од четири реке које се одвајају од реке која излази из Рајског врта. Други помен се налази у Књизи Даниловој, где Данило наводи да је примио једно од својих виђења „када сам био поред те велике реке Тигар“.
Река Тигар се такође помиње у исламу у Сахиху Ал-Бухарију, где муслиман описује да ће река (Еуфрат) пресушити пред крај времена да би открила благо злата и забранио је било коме да узме злато. Гробови имама Ахмад Бин Ханбала и Сиед Абдул Разак Јиланија су у Багдаду и ток Тигриса ограничава број посетилаца.